# Baldratia
Baldratia är ett släkte av tvåvingar. Baldratia ingår i familjen gallmyggor.

## Dottertaxa tillBaldratia, i alfabetisk ordning[1]
- Baldratia aegyptiaca
- Baldratia aelleni
- Baldratia algeriensis
- Baldratia anabasidiramea
- Baldratia anabasis
- Baldratia araliensis
- Baldratia arbustifolia
- Baldratia balchanensis
- Baldratia carbonaria
- Baldratia caspica
- Baldratia chiwensis
- Baldratia climacopterifolia
- Baldratia dendroides
- Baldratia desertorum
- Baldratia grandis
- Baldratia halimocnemiis
- Baldratia halogetonis
- Baldratia halophila
- Baldratia haloxyli
- Baldratia jaxartica
- Baldratia jordaniensis
- Baldratia kaplankyrica
- Baldratia kermanensis
- Baldratia kozlovi
- Baldratia marikovskiji
- Baldratia nitrariacarpa
- Baldratia occulta
- Baldratia orientalis
- Baldratia przewalskii
- Baldratia salicorniae
- Baldratia salsolae
- Baldratia salsoliramea
- Baldratia salviae
- Baldratia seidlitziae
- Baldratia similis
- Baldratia suaedae
- Baldratia suaedifolia
- Baldratia terteriani
- Baldratia tragani
- Baldratia tubulata